# Wala Jah Muhammad Ali
Amir ul-Hind Umdat ul-Mulk Asaf ud-Daula Nawab Wala Jah Muhammad Ali Anwar al-Din Khan Bahadur Zafar Jang Sipah-Salar Sahib us-Saif wal-qalam Mudabbir-i-Umur-i-'Alam Farzand-i-'Aziz-az Jan, Biradarbi Jan-barabar [Nawab Jannat Aramgah] fou nawab d'Arcot, tercer fill i successor d'Anwar al-Din Muhammad Khan.
Va néixer a Delhi el 7 de juliol de 1723 amb el nom de Ghulam Anbiya Muhammad Ali. Fou nomenat governador de Trichinopoly l'abril de 1744. A la mort del seu pare en combat contra els francesos i el nizam, va fugir. El 1746 l'almirall francès Mahé de La Bourdonnais va ocupar Fort Saint George (Madras) i els francesos van conservar l'establiment sis anys, i els britànics es van establir a Fort Saint David com a quarter general britànic a la costa de Coromandel. El tractat de pau d'Aix-la-Chapelle del 1648 va retornar Madras als anglesos el 1749.
Wala Jah va aconseguir ser reconegut amb els títols de Siraj ud-Daula, Anwar ud-din Khan Bahadur i Dilawar Jang, com a subadar del Carnàtic (nawab d'Arcot) així com determinats rangs, per un firman imperial de 5 d'abril de 1750, i es va oposar al seu cunyat Chandra Sahib (posat al tron pels francesos), i en aliança als britànics es va oposar a aquest, però fou derrotat a Gingi el desembre de 1750, i va fugir per segona vegada de Trichinopoly. Un nou firman imperial el va confirmar en el càrrec i naib del virrei del Dècan (21 de gener de 1751). Assetjat per Chanda Sahib, Robert Clive fou enviat en el seu ajut i va sortir de Madras el 25 d'agost de 1751 amb 200 soldats europeus i 300 nadius i el dia 20 va acampar a 15 km d'Arcot durant una tempesta; al saber l'arribada dels britànics una part de la guarnició de la ciutat va desertar i Clive va entrar a la ciutadella sense resistència. Chanda Sahib va enviar 4.000 homes amb 150 francesos sota comandament del seu fill Raja Sahib, amb ordes de recuperar la fortalesa. Raja Sahib va atacar el 23 de setembre; el setge va durar 50 dies. Llavors Clive va rebre ajut del maratha Morari Rao que fins aleshores era neutral i quan Raja Sahib ho va saber va córrer a comminar a Clive (aprofitant que aquest encara no ho sabia) a rendir-se; Clive va refusar; una oferta de diners que se li va fer fou refusada igualment. Raja Sahib va decidir assaltar Arcot (14 de novembre) però fou rebutjat al cap d'una hora i l'endemà es va retirar. Clive doncs va conservar la ciutat en una defensa brillant i la va entregar a Wala Jah Muhammad Ali com aliat britànic.
El 1757 es va reprendre la guerra a la zona i el 1758, Fort St. David i Cuddalore foren ocupades pels francesos dirigits pel general francès Lally i la fortalesa arrasada. El 1760 Sir Eyre Coote, després de la decisiva victòria a la batalla de Wandiwash, va poder recuperar cadascuna de les fortaleses ocupades pels enemics, i així va reconquerir Cuddalore. El coronel Coote va assetjar Arcot i el va conquerir després de set dies de bombardeig, retornant-la a Wala Jah Muhammad Ali, aliat dels britànics. En el territori britànic, Fort Saint David fou evacuada pels francesos quan els britànics s'acostaven. El Tractat de París de 1763 va reconèixer a Wala Jah com a sobirà independent i així fou confirmat per l'emperador de Delhi el 26 d'agost de 1765. El títol de Wala Jah i els de Sahib us-Saif wal-qalam Mudabbir-i-Umur-i-'Alam Farzand-i-'Aziz-az Jan els va rebre el 1760 de l'emperador Shah Alam II i el de Biradarbi Jan-barabar del rei Jordi III d'Abglaterra.
Va morir per gangrena a Madras el 13 d'octubre de 1795 i fou enterrat a Trichinopoly. Va deixar 18 fills i 21 filles. El va succeir el fill Umdut al-Umara.